# Котляревская, Юлия Валерьевна
Юлия Валерьевна Котляревская (17 декабря 1981) — российская футболистка, полузащитница.

## Биография
Выступала в высшей лиге России за московские клубы «Спартак», «Чертаново», «Измайлово». Команды были, как правило, середняками или аутсайдерами чемпионата. Лучший результат — четвёртое место в 2009 году с «Измайлово».
Также выступала в первом дивизионе. В 2004 году стала победительницей первого дивизиона в составе клуба «Приалит» (Реутов). В 2007 году в составе «Чертаново-2» забила 8 голов (четвёртое место среди бомбардиров турнира). В 2013 году играла за подмосковную «Истру».